# 趙弘文
趙弘文（1591年—1673年），字東渊，號樸菴，山東濟南府泰安州人，明末清初政治人物。

## 生平
萬曆四十六年（1618年）戊午科山東鄉試第七十八名舉人，崇禎十年（1637年），登丁丑科會試第一百九十八名，廷試三甲二百二十八名进士。吏部觀政，因母亲去世，丁憂守制。十四年授行人司行人。崇祯十七年（1644年）甲申之变後，順軍派遣防御使至泰安，进行栲饷，高唐游击高桂倡義诛贼，不久順軍將领郭昇從兖州府匆忙來攻，城破，高桂被杀，乡民許來春因杀防御使被碎尸。赵弘文則被俘押送北京，途中因清军入关，顺军溃散，赵弘文得以逃回泰安。在同科进士、清朝山东巡抚方大猷举荐下，順治二年（1645年）四月任广东道试监察御史，三年巡按蘇松等府，疏荐吴伟业、修撰杨廷鉴、都给事中钱增、御史李模等十五人，被认为是滥举多员、徇情市恩，七月被降二级调用，遂辞官归乡。

## 家族
曾祖赵荣，祖赵宗智，父赵师颜，儒官。